# Никоновська волость
Никоновська волость — історична адміністративно-територіальна одиниця Духовщинського повіту Смоленської губернії з центром у селі Чижово.
Станом на 1885 рік складалася з 51 поселення, 27 сільських громад. Населення — 4533 особи (2234 чоловічої статі та 2299 — жіночої), 552 дворових господарства.
|                     | Площа, десятин | У тому числі орної, дес. |
| ------------------- | -------------- | ------------------------ |
| Сільських громад    | 8919           | 4223                     |
| Приватної власності | 11118          | 1133                     |
| Казенної власності  | 10             | 10                       |
| Іншої власності     | 713            | 82                       |
| Загалом             | 20750          | 5438                     |

Найбільші поселення волості станом на 1885:
- Чижово — колишнє державне село за 18 верст від повітового міста, 229 осіб, 35 дворів, православна церква, школа, торжок. За 5 верст — православна церква, водяний млин. За 6 верст — православна церква. За 7 верст — цегельний завод. За 8 верст — православна церква. За 12 верст — каплиця, лавка, 2 торжки.
- Гришково — колишнє власницьке село, 176 осіб, 23 двори, православна церква, 2 торжки.